# Ergisch
Ergisch (gsw. Ärgisch) – miejscowość i gmina (Politische Gemeinde) w południowej Szwajcarii, w kantonie Valais, w okręgu (Bezirk) Leuk.

## Demografia
W Ergisch mieszkają 183 osoby. W 2021 roku 3,8% populacji gminy stanowiły osoby urodzone poza Szwajcarią. 